# Djurînți, Nemîriv
Djurînți (în ucraineană Джуринці) este o comună în raionul Nemîriv, regiunea Vinnița, Ucraina, formată numai din satul de reședință.

## Demografie
Componența lingvistică a satului Djurînți
     Ucraineană (99,42%)
     Alte limbi (0,39%)
Conform recensământului din 2001, majoritatea populației satului Djurînți era vorbitoare de ucraineană (99,42%), existând în minoritate și vorbitori de alte limbi.